# Виндалу
Виндалу – индийско ястие, произлизащо от южния щат Гоа
Терминът идва от португалското „vinho de alho“ – чесново вино. Португалските моряци, често посещаващи бреговете на Гоа, са пренасяли в бъчви свинско месо, потопено в марината от вкиснало вино и чесън. На тази основа, възникнало и ястието, към което в Индия добавили типичните подправки (кимион, къри, канела, синапени семена, плодовете на тамаринда). Запазени са обаче и черти на португалскта кухня, като запържен в мазнина лук и чесън.
В традиционния вариант месото е задължително свинско, но съществуват и много варианти, в които то е заменено с пилешко, агнешко и др. Във Великобритания това е много разпространено ястие, което е известно като едно от най-лютите индийски специалитети, за разлика от типичната Гоа кухня, която е една от най-малко пикантните в Индия.